# Toni Kirsch

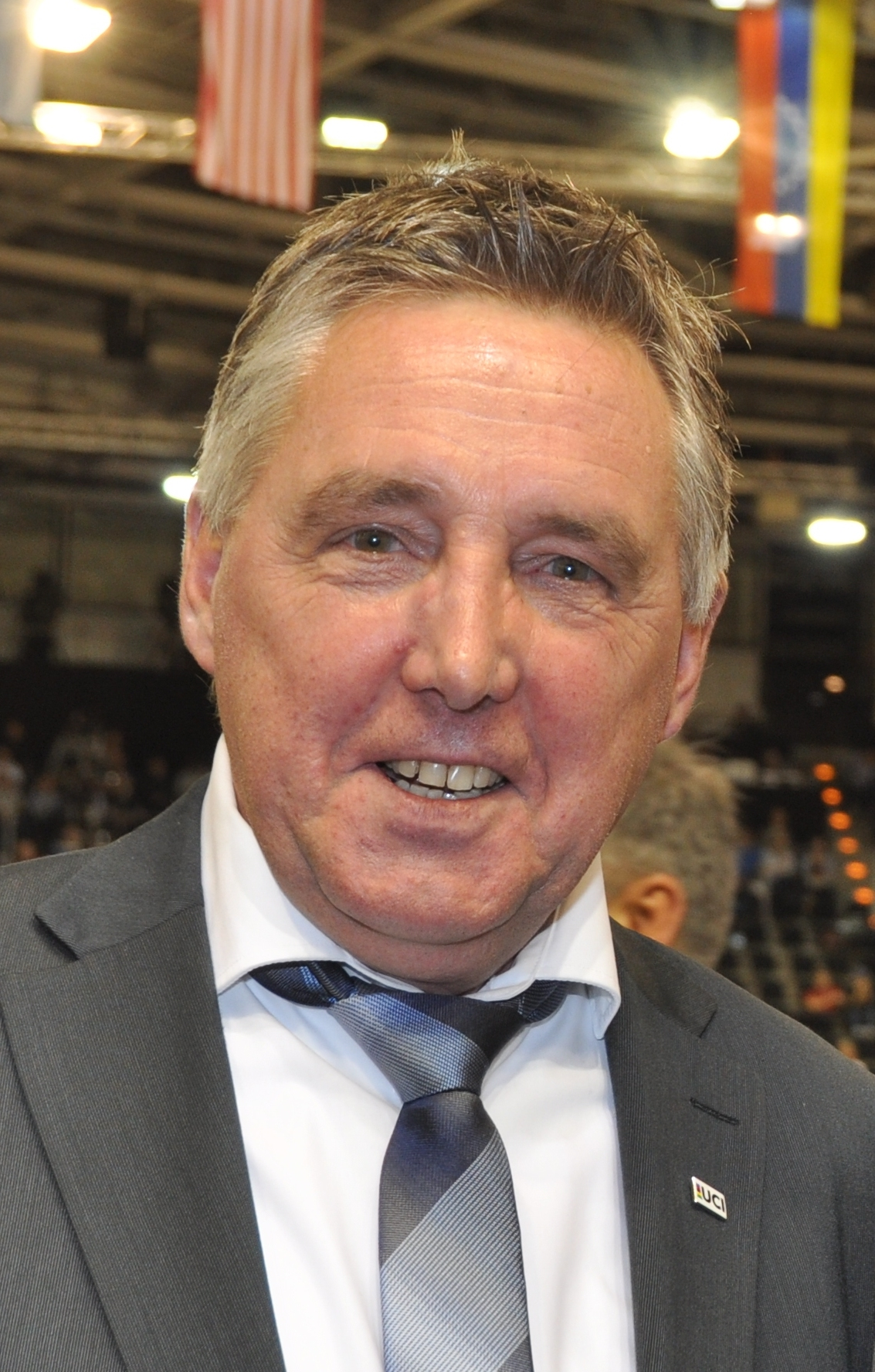
Toni Kirsch (2020)

Toni Kirsch (* 30. April 1957) ist ein deutscher Radsportfunktionär.
Toni Kirsch engagierte sich von 1984 bis 1995 als Jugendtrainer im Radsport. Zehn Jahre lang war er Vorsitzender des Radsportvereins RC Staubwolke Quadrath. Von 2005 bis 2017 fungierte er als Präsident des Radsportbezirks NRW. Er organisierte zahlreiche Rennen, darunter drei Austragungen der deutschen Zeitfahrmeisterschaft. Seit 2007 ist er Vizepräsident Jugend des Bundes Deutscher Radfahrer sowie Bundesjugendleiter.
2017 wurde Kirsch in das Management Board des Weltradsportverbandes UCI berufen. Er ist damit der erste deutsche Vertreter in diesem Gremium nach zehn Jahren und momentan der einzige (Stand 2018). Zudem übernahm er das Amt des Präsidenten der UCI-Hallenradsport-Kommission und ist Mitglied der Bahn-Kommission.
Toni Kirsch ist ehemaliger Berufssoldat. 2015 wurde er für sein langjähriges Engagement im Radsport mit der Sportplakette des Landes NRW ausgezeichnet. Im März 2022 wurde ihm der Merit des europäischen Radsportverbandes UEC verliehen.